# Château de Pouzeux
Le château de Pouzeux est un château situé rue Parmentier à Yzeure, en France.

## Localisation
Le château est situé sur la commune d'Yzeure, dans le département français de l'Allier.

## Historique
L'édifice est inscrit au titre des monuments historiques en 1947.